# جامعة خرونينغن
جامعة خرونينغن (بالهولندية: Rijksuniversiteit Groningen) هي جامعة بحثية علمية عامة في هولندا مقرها مدينة خرونينغن. تعد واحدة من أقدم جامعات هولندا وأكبرها. تأسست الجامعة في عام 1614، حيث احتفلت في العام 2014 بالمئوية الرابعة لتأسيسها. حالياً، تحتل الجامعة مركزاً ضمن ال100 جامعة الأولى حول العالم وفقاً لأربع جداول تصنيف عالمية.
في العام 2019 احتلت جامعة خروننغن المرتبة 65 وفقاً للتصنيف الأكاديمي لجامعات العالم. وفي أبريل 2013 احتلت جامعة خرونينغن صدارة قائمة أفضل الجامعات الهولندية للمرة الثالثة على التوالي.
من بين خريجي جامعة خروننغن وأعضاء هيئتها التدريسية يوهان بيرنولي وأليتا جاكوبس، بالإضافة لـ4 فائزين بجوائز نوبل، و9 فائزين بجائزة سبينوزا، وفائز واحد بجائزة ستيفنز، وعضو ملكي، وعدد من رؤساء البلديات، وأول رئيس للبنك المركزي الأوروبي وأمين عام لحلف الناتو، وهي من الجامعات المرموقة الأعضاء بمجموعة كويمبرا للجامعات الأوروبية.

## الكليّات[13]
تضم جامعة خرونينغن 11 كلية، حيث تقوم بتقديم برامج ودورات في مجالات العلوم الإنسانية، العلوم الاجتماعية، القانون، الاقتصاد والأعمال، العلوم المكانية، علوم الحياة، العلوم الطبيعية والتكنولوجيا، بالإضافة للفنون.
كل واحدة من هذه الكليّات هي عبارة عن تجمع رسمي للأغراض التعليمية لعدد من برامج الدراسات الأكاديمية والمدارس والمعاهد ومجالات الانضباط ومراكز البحث، حيث تقدم كل كليّة برامج البكلوريوس والماجستير والدكتوراه وأيضاً برامج التبادل. بينما تقدم بعضها شهادات خاصة بالدورات القصيرة.
في هذه الكليّات يُدرّس أكثر من 120 برنامج ماجستير باللغة الإنكليزية، و45 برنامج بكلوريوس (35 منها باللغة الإنجليزية).

### كليات الجامعة
- كلية الاقتصاد والأعمال
- كلية العلوم السلوكية والاجتماعية
- كلية اللاهوت والدراسات الدينية
- كلية الفنون
- كلية العلوم الطبية
- كلية الحقوق
- كلية العلوم المكانية
- كلية العلوم والهندسة
- كلية الفلسفة
- كلية جامعة خروننغن
- كلية جامعة خروننغن في فريزلاند

## المراكز والمعاهد البحثية

### العلوم الإنسانية والاجتماعية
- مركز اللغة والإدراك في خروننغن
- دراسات العولمة في خروننغن
- مركز الدراسات الدينية
- معهد خروننغن للآثار
- معهد خروننغن للأبحاث التربوية
- معهد خروننغن لبحوث الفلسفة
- معهد خروننغن لأبحاث الثقافة
- معهد هيمامز
- مركز انتريونفيرسيتي للعلوم الاجتماعية النظرية والمنهجية
- معهد الدراسات الحضرية والإقليمية

### الحقوق
- مركز القانون والإدارة والمجتمع
- مركز خروننغن لقانون الطاقة

### الاقتصاد والأعمال
- الاقتصاد والاقتصاد الرياضي والتمويل
- الاقتصاد العالمي والإدارة
- إدارة الموارد البشرية والسلوك التنظيمي
- الابتكار والتنظيم
- التسويق
- إدارة العمليات وبحوث العمليات

### علوم الحياة
- مدرسة أبحاث العلوم السلوكية والمعرفية[14]
- معهد أبحاث الدماغ والمعرفة[15]
- مركز أبحاث السرطان في خروننغن[16]
- معهد خروننغن لعلوم الحياة التطورية[17]
  - علم البيئة السلوكي والفسيولوجي
  - مجموعة حماية البيئة
  - البحث النظري في علوم الحياة التطورية
  - علم الوراثة التطوري والتنمية والسلوك
  - أبحاث الجينات في علم البيئة وتطور الطبيعة
  - أبحاث علم الأعصاب
- معهد جامعة خروننغن للكشف عن المخدرات[18]
- أبحاث العلوم الجزيئية والتكنولوجيا الحيوية في خروننغن
- معهد خروننغن لأبحاث الصيدلة
- أبحاث التقدم في العمر بالطرق الصحية والعناية بالصحة[19]
- معهد دبليو جي كلوف للهندسة الطبية وعلوم المواد[20]

### العلوم والتكنولوجيا
- الذكاء الاصطناعي والهندسة المعرفية[21]
- مركز دراسات الطاقة والبيئة
- مركز أبحاث النظائر المشعة
- مركز أنظمة الكيمياء[22]
- مركز الفيزياء النظرية
- معهد الرياضيات وعلوم الحاسوب
- معهد كابتين الفلكي
- معهد مسارع الجسيمات النووي الفيزيائي
- معهد ستراتينغ للكيمياء
- معهد زيرنيكا للمواد المتقدمة[23]

## الجوائز[24]
- جائزة نوبل للبروفيسور بين فيرينغا
- جائزة سبينوزا للبروفيسورة باولين كلاينخيلد، والبروفيسورة أمينة حلمي، والبروفيسور لودي ناوتا، والبروفيسور بارت فان فيس، والبروفيسورة سيسكا فايمينغا، والبروفيسور ثيونس بيرسما
- جائزة ستيفن للبروفيسورة ليندا ستيخ

## من أشهر الخريجين
- بارامانغا إرنست يونلي، رئيس وزراء بوركينا فاسو بين عامي 2000 و2007، درس الاقتصاد بجامعة خرونينغن.
- فريتس زيرنيكه، أستاذ الفيزياء النظرية، حاصل على جائزة نوبل في الفيزياء عام 1953.
- فيم دوسينبيرغ، أول رئيس للبنك المركزي الأوروبي في فرانكفورت.
- هايك كامرلينغ أونس، عالم فيزياء هولندي، حاصل على جائزة نوبل في الفيزياء عام 1913.
- يان أورت، عالم فلك.
- يوهان بيرنولي، عالم رياضيات.

## وصلات خارجية
- الموقع الرسمي للجامعة